# تشارلز إدوين تومسون
تشارلز إدوين تومسون هو سياسي كندي، ولد في 17 سبتمبر 1890 في كندا، وتوفي في 19 أبريل 1966. انتخب عمدة فانكوفر (1949 – 1950).